# Ušak
Ušak (Servisch cyrillisch Ушак) is een plaats in de Servische gemeente Sjenica. De plaats telt 14 inwoners (2002).